# 螢坂
『螢坂』（ほたるざか）は、北森鴻による日本の短編推理小説。およびそれを表題作とする短編集で《香菜里屋》シリーズの第3作目。

## あらすじ

### 螢坂
（ほたるざか）
螢坂―、ホタル舞うその場所で、戦場カメラマンを目指した有坂祐二は、恋人の江上奈津美と別れ、将来の大成を誓った。
想像以上に過酷な現実に直面した有坂は夢を諦め、故郷で家業を継ぐ。奈津美は結婚したと風の便りで聞いた。奈津美との別れから16年、仕事で上京した有坂は、奈津美が5年前に死んだことを聞かされる。変わり果てた街を歩きながら、《香菜里屋》という店にたどり着くと、そこで声をかけてきたのは、奈津美の親友だった植村洋子。驚いたことに、有坂が偶然たどり着いた《香菜里屋》は、奈津美が常連として通っていた店だった。そして有坂は、16年前の真実を知ることとなる。

### 猫に恩返し
（ねこにおんがえし）
荒くれ者たちばかりが集まる焼鳥屋に、ある日突然黒い子猫が現れ、その可愛らしい仕草は皆の心を癒すが、間もなく呆気なく病死してしまった。
三軒茶屋で小さなタウン誌を発行している仲河が、行きつけの焼鳥屋から聞いたこの黒猫の話を掲載したところ、思った以上の反響を受けた。だが間もなく、焼鳥屋とその常連客らから、黒猫の顕彰碑を建てたいからタウン誌で募金を呼びかけてほしいと言われる。騙されたと直感し断るが、その話を読んで感動したという元警察官の石材屋が乗り気になってしまい、碑は建てられてしまった。
だが碑が建てられた場所が些か奇妙で、更に、石の背面に女の顔が浮かんでみえるという噂が流れ始める。果たして黒猫は本当に存在したのか。

### 雪待人
（ゆきまちびと）
サラリーマンの南原は、3代続いた画材屋の立原美昌堂が店を畳むことを知り、今になってなぜ、と強く思う。
9年前、金物屋を営んでいた南原は、駅前の再開発計画が持ち上がり、これを機に傾きかけていた経営を立て直そうと意気込んでいた。だが、地主である立原美昌堂の主人・立原真奈が計画に反対し立ち退きを拒否したために夢は泡と消えた。
南原は、どうして今さら店を畳む気になったのか尋ねたくて、彼女が常連だという《香菜里屋》を訪れる。工藤は、彼女は誰かを待っていたが、待つ必要がなくなり店を畳むことにしたのでは、と述べるが……。

### 双貌
（そうぼう）
自分なら再就職も容易だと高をくくって、会社を早期退職した柏木彰はしかし、不採用通知ばかりを受け取る日々に疲れていた。
ようやく受かった会社はどこか妙だった。社長は守銭奴、専務は仕事もせず雀荘に入り浸り、従業員たちもそれぞれ曲者ばかり。そんな会社なのになぜ辞めないのかと問われると、それはある興味深い光景を見てしまったからだ。公園の路上生活者たちが共に働く社員の面々だったのだ。彼らは一体何者なのか、

### 孤拳
（こけん）
職場の同僚に「マスターが客が持ち込むなぞなぞを解き明かしてくれる、《香菜里屋》という不思議な店がある」と聞いた谷崎真澄は、1週間続けて《香菜里屋》を訪れていた。常連客の飯島七緒と東山朋生の会話が、最近の焼酎ブームに及び、“幻の焼酎”という言葉が出てきて耳が離せなくなる。
真澄は、昔よく世話をしてもらった叔父・脩治との思い出の品、小学生の時分に祖父の書斎で見たことのある、“孤拳”という焼酎を探し求めていた。
工藤なら職業柄知っているかもしれないと思い、尋ねてみるが、後日返ってきたのは、過去30年遡っても見つからなかったという答えだった。